# Echipele Campionatului Mondial al Cluburilor FIFA 2007
Acestea sunt Echipele Campionatului Mondial al Cluburilor FIFA 2007.

## Boca Juniors
Antrenor:  Miguel Angel Russo
| Nr. |           | Poziție | Jucător                |
| --- | --------- | ------- | ---------------------- |
| 1   | Argentina | P       | Javier Hernán García   |
| 2   | Argentina | F       | Matías Silvestre       |
| 3   | Paraguay  | F       | Claudio Morel          |
| 4   | Argentina | F       | Hugo Ibarra            |
| 5   | Argentina | M       | Sebastián Battaglia    |
| 6   | Argentina | F       | Matías Cahais          |
| 8   | Argentina | M       | Pablo Ledesma          |
| 9   | Argentina | A       | Martín Palermo         |
| 11  | Argentina | M       | Leandro Gracián        |
| 12  | Argentina | P       | Mauricio Ariel Caranta |
| 14  | Argentina | A       | Rodrigo Palacio        |
| 15  | Uruguay   | M       | Álvaro González        |
| 16  | Argentina | F       | Juan Ángel Krupoviesa  |
| 17  | Argentina | A       | Mauro Boselli          |
| 18  | Argentina | M       | Neri Cardozo           |
| 20  | Argentina | F       | Jonathan Maidana       |
| 21  | Uruguay   | A       | Carlos Bueno           |
| 22  | Columbia  | M       | Fabián Andrés Vargas   |
| 23  | Argentina | M       | Jesús Dátolo           |
| 24  | Argentina | M       | Ever Banega            |
| 25  | Argentina | P       | Pablo Migliore         |
| 27  | Argentina | M       | Nicolás Bertolo        |
| 29  | Argentina | F       | Gabriel Paletta        |

## A.C. Milan
Antrenor:  Carlo Ancelotti
| Nr. |               | Poziție | Jucător           |
| --- | ------------- | ------- | ----------------- |
| 1   | Brazilia      | P       | Dida              |
| 2   | Brazilia      | F       | Cafu              |
| 3   | Italia        | F       | Paolo Maldini     |
| 4   | Georgia       | F       | Kakha Kaladze     |
| 5   | Brazilia      | M       | Emerson           |
| 8   | Italia        | M       | Gennaro Gattuso   |
| 9   | Italia        | A       | Filippo Inzaghi   |
| 10  | Țările de Jos | M       | Clarence Seedorf  |
| 11  | Italia        | A       | Alberto Gilardino |
| 13  | Italia        | F       | Alessandro Nesta  |
| 16  | Australia     | P       | Željko Kalac      |
| 17  | Croația       | F       | Dario Šimić       |
| 18  | Cehia         | F       | Marek Jankulovski |
| 19  | Italia        | F       | Giuseppe Favalli  |
| 20  | Franța        | M       | Yoann Gourcuff    |
| 21  | Italia        | M       | Andrea Pirlo      |
| 22  | Brazilia      | M       | Kaká              |
| 23  | Italia        | M       | Massimo Ambrosini |
| 25  | Italia        | F       | Daniele Bonera    |
| 27  | Brazilia      | M       | Serginho          |
| 29  | Italia        | P       | Valerio Fiori     |
| 32  | Italia        | M       | Cristian Brocchi  |
| 44  | Italia        | F       | Massimo Oddo      |

## Étoile du Sahel
Antrenor:  Bertrand Marchand
| Nr. |             | Poziție | Jucător                |
| --- | ----------- | ------- | ---------------------- |
| 1   | Tunisia     | P       | Aymen Mathlouthi       |
| 2   | Tunisia     | F       | Saif Ghezal            |
| 3   | Tunisia     | A       | Slim Jedaied           |
| 4   | Tunisia     | F       | Radhouène Felhi        |
| 5   | Tunisia     | F       | Ammar El Jemal         |
| 6   | Tunisia     | F       | Hatem Bejaoui          |
| 7   | Capul Verde | A       | Gilson Silva           |
| 9   | Tunisia     | A       | Mohamed Amine Chermiti |
| 10  | Tunisia     | M       | Afouène Gharbi         |
| 11  | Tunisia     | F       | Mehdi Meriah           |
| 13  | Tunisia     | F       | Saber Ben Frej         |
| 14  | Guineea     | M       | Mohamed Sacko          |
| 15  | Tunisia     | F       | Mahmoud Khemiri        |
| 16  | Tunisia     | P       | Nadim Thabet           |
| 18  | Tunisia     | M       | Mejdi Traoui           |
| 19  | Tunisia     | M       | Mohamed Ali Nafkha     |
| 20  | Tunisia     | M       | Khaled Melliti         |
| 21  | Tunisia     | F       | Mejdi Ben Mohamed      |
| 24  | Ghana       | M       | Moussa Narry           |
| 25  | Benin       | M       | Muri Ogunbiyi          |
| 26  | Tunisia     | M       | Bassem Ben Nasser      |
| 27  | Tunisia     | P       | Ahmed Jaouachi         |
| 28  | Tunisia     | A       | Mehdi Ben Dhifallah    |

## Pachuca
Antrenor:  Enrique Meza
| Nr. |           | Poziție | Jucător              |
| --- | --------- | ------- | -------------------- |
| 1   | Columbia  | P       | Miguel Calero        |
| 2   | Mexic     | F       | Leobardo López       |
| 3   | Paraguay  | F       | Julio Manzur         |
| 4   | Mexic     | F       | Marco Pérez          |
| 6   | Mexic     | M       | Jaime Correa Córdoba |
| 7   | Argentina | A       | Damian Álvarez       |
| 8   | Mexic     | M       | Gabriel Caballero    |
| 9   | Mexic     | A       | Rafael Márquez Lugo  |
| 10  | Columbia  | M       | Andrés Chitiva       |
| 11  | Mexic     | A       | Juan Carlos Cacho    |
| 12  | Mexic     | P       | Alfonso Blanco       |
| 13  | Mexic     | F       | Fernando Salazar     |
| 14  | Mexic     | F       | Marvin Cabrera       |
| 16  | Mexic     | M       | Gerardo Rodríguez    |
| 17  | Mexic     | M       | Edy Germán Brambila  |
| 18  | Columbia  | A       | Luis Gabriel Rey     |
| 19  | Argentina | M       | Christian Giménez    |
| 20  | Mexic     | P       | Humberto Hernández   |
| 21  | Mexic     | F       | Fausto Pinto         |
| 22  | Mexic     | F       | Raúl Aguilar         |
| 24  | Mexic     | M       | Raúl Martínez        |
| 28  | Mexic     | M       | Luis Montes          |
| 30  | Mexic     | P       | Rodolfo Cota         |

## Urawa Red Diamonds
Antrenor:  Holger Osieck
| Nr. |          | Poziție | Jucător             |
| --- | -------- | ------- | ------------------- |
| 1   | Japonia  | P       | Norihiro Yamagishi  |
| 2   | Japonia  | F       | Keisuke Tsuboi      |
| 3   | Japonia  | M       | Hajime Hosogai      |
| 4   | Japonia  | F       | Marcus Tulio Tanaka |
| 5   | Brazilia | F       | Nenê                |
| 6   | Japonia  | M       | Nobuhisa Yamada     |
| 8   | Japonia  | M       | Shinji Ono          |
| 9   | Japonia  | A       | Yuichiro Nagai      |
| 11  | Japonia  | A       | Tatsuya Tanaka      |
| 12  | Japonia  | F       | Shunsuke Tsutsumi   |
| 13  | Japonia  | M       | Keita Suzuki        |
| 14  | Japonia  | M       | Tadaaki Hirakawa    |
| 16  | Japonia  | M       | Takahito Soma       |
| 17  | Japonia  | M       | Makoto Hasebe       |
| 18  | Japonia  | A       | Junji Koike         |
| 19  | Japonia  | M       | Hideki Uchidate     |
| 20  | Japonia  | M       | Satoshi Horinouchi  |
| 21  | Brazilia | A       | Washington          |
| 22  | Japonia  | M       | Yuki Abe            |
| 23  | Japonia  | P       | Ryota Tsuzuki       |
| 27  | Japonia  | M       | Yoshiya Nishizawa   |
| 28  | Japonia  | P       | Nobuhiro Kato       |
| 30  | Japonia  | A       | Masayuki Okano      |

## Sepahan
Antrenor:  Luka Bonačić
| Nr. |         | Poziție | Jucător                 |
| --- | ------- | ------- | ----------------------- |
| 1   | Iran    | P       | Abbas Mohammadi         |
| 3   | Iran    | F       | Reza Talabeh            |
| 4   | Iran    | M       | Moharram Navidkia       |
| 5   | Iran    | F       | Hadi Aghili             |
| 6   | Iran    | M       | Jalal Akbari            |
| 7   | Iran    | M       | Farshad Bahadorani      |
| 8   | Iran    | F       | Mohsen Bengar           |
| 9   | Iran    | M       | Hadi Jafari             |
| 11  | Iran    | M       | Hossein Kazemi          |
| 12  | Irak    | M       | Abdul-Wahab Abu Al-Hail |
| 13  | Iran    | A       | Mahmoud Karimi          |
| 14  | Nigeria | A       | Kabir Bello             |
| 15  | Iran    | P       | Amirhossein Sadeghzadeh |
| 17  | Georgia | F       | Jaba Mujiri             |
| 20  | Irak    | A       | Emad Mohammed           |
| 21  | Iran    | M       | Saeid Bayat             |
| 22  | Iran    | P       | Mohammad Savari         |
| 23  | Iran    | A       | Mehdi Seyed Salehi      |
| 25  | Iran    | M       | Ebrahim Loveinian       |
| 26  | Iran    | A       | Jalaledin Alimohammadi  |
| 27  | Iran    | M       | Abolhassan Jafari       |
| 28  | Iran    | M       | Ehsan Hajysafi          |
| 30  | Iran    | M       | Hossein Papi            |

## Waitakere United
Antrenor:  Chris Milicich
| Nr. |                  | Poziție | Jucător           |
| --- | ---------------- | ------- | ----------------- |
| 1   | Noua Zeelandă    | P       | Richard Gillespie |
| 2   | Noua Zeelandă    | F       | Jonathan Perry    |
| 3   | Noua Zeelandă    | F       | Shane Pascoe      |
| 4   | Noua Zeelandă    | F       | Matt Cunneen      |
| 5   | Noua Zeelandă    | F       | Danny Hay         |
| 6   | Anglia           | F       | Darren Hazeley    |
| 7   | Noua Zeelandă    | M       | Jason Hayne       |
| 8   | Insulele Solomon | A       | Commins Menapi    |
| 9   | Insulele Solomon | A       | Benjamin Totori   |
| 10  | Noua Zeelandă    | A       | Allan Pearce      |
| 11  | Anglia           | M       | Neil Sykes        |
| 13  | Noua Zeelandă    | A       | Daniel Koprivcic  |
| 14  | Noua Zeelandă    | M       | Hoani Edwards     |
| 15  | Țara Galilor     | M       | Christopher Bale  |
| 16  | Anglia           | M       | Neil Emblen       |
| 17  | Noua Zeelandă    | M       | Jake Butler       |
| 19  | Noua Zeelandă    | M       | Mikael Munday     |
| 20  | Noua Zeelandă    | F       | Jason Rowley      |
| 21  | Noua Zeelandă    | F       | Graham Pearce     |
| 22  | Noua Zeelandă    | P       | Simon Eaddy       |
| 27  | Noua Zeelandă    | F       | Tom Webb          |
| 28  | Noua Zeelandă    | P       | Arram Rowley      |
| 33  | Țara Galilor     | M       | Paul Seaman       |